# Sin Chew Daily
Sin Chew Daily (Sin Chew Jit Poh) – malezyjski dziennik w języku chińskim, należący do głównych tego rodzaju gazet w kraju. Po raz pierwszy ukazał się w 1929 roku w Singapurze, wówczas jako „Sin Chew Jit Poh”.